# Abdeljalil Saâd
Abdeljalil Taki Eddine Saâd (en arabe : عبد الجليل تقى الدين سعد) est un footballeur algérien né le 12 mars 1992 à Béchar. Il évolue au poste de milieu offensif à la JS Saoura.

## Biographie
Il évolue en première division algérienne avec son club formateur, la JS Saoura.
Il dispute la Ligue des champions de la CAF saison 2018-19 avec la Saoura.

## Palmarès
JS Saoura
- Championnat d'Algérie :
  - Vice-champion : 2017-18.